# L'enfant que j'étais
«L'enfant que jétais» —en español: «La niña que solía ser»— es una canción compuesta por Géo Voumard e interpretada en francés por Lys Assia. Participó en el Festival de la Canción de Eurovisión en 1957, representando a Suiza.

## Festival de la Canción de Eurovisión 1957
Esta canción fue elegida como representación suiza en el Festival de Eurovisión 1957 mediante una final nacional. La orquesta fue dirigida por Willy Berking.
La canción fue interpretada décima y última en la noche del 3 de marzo de 1957, precedida por Dinamarca con Birthe Wilke y Gustav Winckler interpretando «Skibet skal sejle i nat». Finalmente, recibió 5 puntos, quedando en octavo lugar de un total de 1
Fue sucedida como representación suiza en el Festival de 1958 por ella misma con «Giorgio».

## Letra
La canción habla del pasado de la cantante y de que ha crecido, preguntándose cosas como «La niña que solía ser, ¿dónde juega hoy?» o «Las flores que amaba, ¿quién las cogerá?».